# Audi A1
Audi A1 je malý městský třídveřový hatchback, vyráběný automobilkou Audi od roku 2010. Jedná se o stylový vůz, který je podle samotného výrobce určen především pro mladši řidiče a řidičky.